# Stopplaats Oldebroek
Oldebroek is een voormalige stopplaats aan de Centraalspoorweg tussen Utrecht en Zwolle. De stopplaats werd geopend op 20 augustus 1863 en lag tussen de huidige stations 't Harde en Wezep. Nog in datzelfde jaar, op 2 november 1863, verzochten de inwoners van Heerde, Wezep en omstreken om de halte te verplaatsen naar Wezep, waarna in 1869 werd besloten de halte Oldebroek op te heffen en de tijdelijke halte Wezep uit 1866 op te waarderen tot definitieve halte.
0: Utrecht Centraal ·
1: Utrecht Buurtstation ·
2:Amsterdamsche Straatweg ·
2: Vechtbrug ·
3: Utrecht Overvecht ·
5: Blauwkapel ·
7: Groenekan Oost ·
9: Bilthoven ·
12: Den Dolder ·
16: Soestduinen ·
19: De Vlasakkers ·
21: Amersfoort Centraal ·
22: Amersfoort NCS ·
23: Amersfoort Koppel ·
24: Bloemendaalsche Weg ·
25: Amersfoort Schothorst ·
26: Liendert ·
28: Hooglanderveen ·
28: Amersfoort Vathorst ·
29: Hoevelaken ·
30: Slichtenhorst ·
32: Nijkerk ·
34: Diermen ·
36: Hooge Steeg ·
38: Bijsteren ·
40: Putten ·
43: Volenbeek ·
45: Ermelo ·
47: Horst-Tonsel ·
49: Harderwijk ·
55: Hulshorst ·
58: Nieuw Groeneveld ·
64: Nunspeet ·
70: 't Harde ·
73: Oldebroek ·
79: Wezep ·
83: Hattemerbroek ·
88: Zwolle NCS ·
88: Zwolle ·
101: Kampen